# Bento Biscop
Bento Biscop ou Benedito Biscop (em inglês:  Benedict Biscop), conhecido também como Biscop Baducing, foi um abade anglo-saxão e fundador da Abadia de Monkwearmouth-Jarrow (onde se encontrava a famosa biblioteca de mesmo nome) que passou a ser venerado como santo depois de sua morte.

## Vida

### Primeiros anos
Bento nasceu numa família nobre do Reino da Nortúmbria e foi, por um tempo, tano do rei Osvio[a]. Aos 25, Bento realizou a primeira de suas cinco viagens à Roma, acompanhando seu amigo São Vilfrido, o Velho. Porém, ele acabou tendo que ficar em Lião e Bento completou a viagem sozinho. Ao retornar à Inglaterra, estava "repleto do fervor e entusiasmo... pelo bem da Igreja inglesa".
A segunda viagem ocorreu doze anos depois e, desta vez, Bento teve a companhia de Alcfrido de Deira (Alchfrith), um filho de Osvio. Desta vez, encontrou Aca (Acca) e Vilfrido. Na viagem de volta, parou na Abadia de Lérins, uma ilha monástica na costa mediterrânea da Provença. Durante os dois anos que passou ali (665-667), estudou e acabou fazendo seus votos, assumindo o nome de "Bento" (Benedict).
Em seguida, fez sua terceira viagem à Roma. Desta vez, foi contratado pelo papa para acompanhar o arcebispo Teodoro de Tarso de volta a Cantuária em 669. Na viagem de volta, Bento foi nomeado abade de São Pedro e São Paulo em Cantuária por Teodoro e permaneceu dois anos na função.

### Fundador
Egfrido da Nortúmbria doou terras a Bento em 674 para a construção de um mosteiro. Para fazê-lo, Bento viajou à Frância em busca de engenheiros que pudessem construir um edifício no estilo romanesco. A quinta e última viagem de Bento à Roma, em 679, foi em busca de mais livros, relíquias, engenheiros, vidraceiros e concessões do papa Agatão para seu novo mosteiro. Só a biblioteca precisou de cinco viagens para ser devidamente estocada.
Em 682, Bento nomeou Eostervino como coadjutor. O rei, encantado com o sucesso de São Pedro, doou mais terras a Bento em Jarrow e ordenou que ele construísse um segundo mosteiro. Bento erigiu uma fundação irmã (São Paulo) e nomeou Ceolfrido (Ceolfrith) para comandá-la. Ele partiu imediatamente depois acompanhado de 20 monges, incluindo seu protegido, Beda, para dar início aos trabalhos.
A ideia era construir um mosteiro modelo para a Inglaterra, compartilhando conhecimentos sobre as tradições romanas numa região sob forte influência do cristianismo celta dos missionários de Melrose e Iona. Foi o primeiro edifício eclesiástico na Britânia a ser construído em pedra e a utilização de vitrais era uma novidade na maior parte da Inglaterra do século VII. A abadia acabou com uma das maiores bibliotecas de sua época - contando com algumas centenas de volumes - e foi nela que o estudante de Bento, Beda, escreveu suas obras mais famosas. A biblioteca ficou famosa no mundo inteiro e os manuscritos produzidos ali tornaram-se objetos do desejo de colecionadores por toda a Europa, incluindo o famoso "Codex Amiatinus", o mais antigo manuscrito preservado com o texto completo da Bíblia (na versão da Vulgata).
Muito doente, Bento passou seus últimos anos de cama, aguentando o crescente sofrimento com grande paciência e fé. Morreu finalmente em 12 de janeiro de 690.

### Visão geral
Durante a vida de Bento, ele pôde presenciar uma mudança na Igreja: de uma divisão entre o catolicismo romano e o cristianismo celta e a ameaça constante do paganismo, a Igreja se reforçou, unida, crescente e mundial. Bento é reconhecido como santo e sua festa é em 12 de janeiro.